# Riepster Kirche

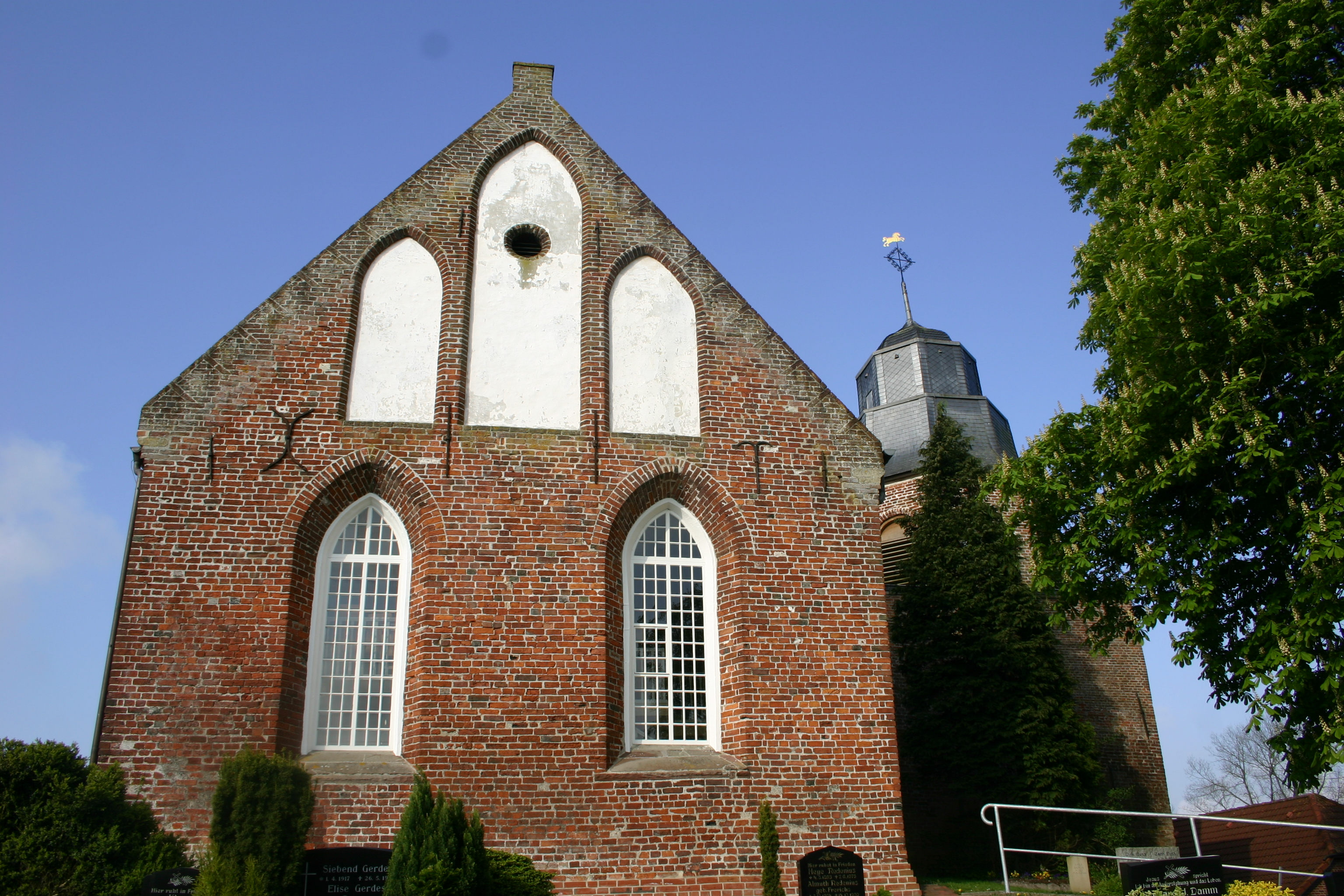
Riepster Kirche mit dem charakteristischen Turm

Die evangelisch-lutherische Riepster Kirche steht im ostfriesischen Ort Riepe, Gemeinde Ihlow. Das heutige Bauwerk wurde im Jahre 1554 errichtet, nachdem eine Kreuzkirche aus dem Ende des 13. oder Anfang des 14. Jahrhunderts an gleicher Stelle eingestürzt war.

## Geschichte
Das Dorf Riepe ist möglicherweise eine der ältesten Ortschaften in Ostfriesland, die nach Aufstreckrecht angelegt wurden. Schon sehr früh wurde in dem Ort eine Kirche errichtet. Wann dies genau geschah, ist bis dato ungeklärt. Der heutige Bau hatte mindestens zwei Vorgänger an gleicher Stelle. Eine weitere Kirche oder Kapelle stand vermutlich im Bereich de Oldehof an einer Stelle, die bei Sturmfluten immer wieder überflutet wurde.
Bei archäologischen Grabungen wurden in den Jahren 1967/68 Holzkohle, Balkenreste und Skelettreste entdeckt, die als Überreste einer Holzkirche nebst Friedhof gedeutet wurden. Von diesem Ensemble blieben auch zwei Sarkophagdeckel aus Bentheimer Sandstein mit ornamentaler und figürlicher Oberflächengestaltung erhalten. Die weitere Auswertung der Grabungsergebnisse ergab, dass die Holzkirche am Ende des 13. oder Anfang des 14. Jahrhunderts durch eine Kreuzkirche aus Backstein ersetzt wurde, die in ihrer Ausgestaltung Ähnlichkeiten mit der Stapelmoorer Kirche hatte. Sie hatte deutlich größere Ausmaße als der heutige Bau, war mit Domikalgewölben sowie einem Lettner versehen und hatte möglicherweise auch eine Apsis.
Wie vielen Kirchen des damaligen Brookmerlandes wurde ihr vermutlich der unsichere Baugrund zum Verhängnis. Die Aufstrecksiedlungen wurden auf langen Siedlungswällen angelegt. Neben diesen Wällen wurden Warften unmittelbar auf dem Mooruntergrund aufgeworfen, so dass viele Kirchen schon im Mittelalter baufällig wurden. In Riepe stürzte das Bauwerk offenbar im 16. Jahrhundert ein. Anschließend wurde es im Jahre 1554 in stark veränderter und verkleinerter Form wieder aufgebaut und den Heiligen Vincenz und Gertrud geweiht. Von der Vorgängerkirche blieben ein Teil der Nordwand mit den ursprünglichen, heute zugemauerten kleinen Fenstern, sogenannten Hagioskopen, erhalten.
Im Jahre 1717 wurden Kirche und der freistehende Glockenturm bei der Weihnachtsflut 1717 schwer beschädigt. Eine damals angebrachte Flutmarke befindet sich noch heute am Turm, der 1730 im Zuge der Reparaturarbeiten mit einer geschweiften Barockhaube versehen wurde, der er seinen volkstümlichen Namen Riepster Teebüs (Teedose) verdankt.

## Baubeschreibung
Die Riepster Kirche ist eine spätgotische Saalkirche aus Backstein. Ihr mittelgroßer Baukörper ist langgestreckt. Die Längswände sowie die Nordwand werden durch breite Spitzbogenfenster gegliedert. Das mit einer hohen Spitzbogenblende bekrönte Portal befindet sich in der Südwand. In seinem Tympanon befinden sich eine Kreisblende und drei Spitzbogennischen, die möglicherweise ursprünglich für Statuetten vorgesehen waren. Der Innenraum ist nach oben mit einem hölzernen Tonnengewölbe abgeschlossen, das vermutlich auf die Bauzeit der Kirche zurückgeht, da an den Wänden keinerlei Spuren von Wanddiensten für ein steinernes Gewölbe entdeckt wurden.
Dicht vor der Nordwand des Hauptbaus, aber freistehend, befindet sich der Glockenturm. Er weist einen quadratischen Unterbau und ein achteckiges Obergeschoss mit geschweiftem Barockhelm auf. In sich trägt der Turm drei Bronzeglocken. Die beiden kleineren Glocken (Töne : as', b') wurden 1971 von der Firma Otto in Bremen - Hemlingen gegossen. Die große Glocke (Ton : f') wurde 1986 von der Firma Petit & Edelbrock gegossen. Sie bilden im Plenum das sogenannte „te deum“-Motiv.

## Innenausstattung
Die ältesten Ausstattungsgegenstände der Kirche sind zwei trapezförmige Grabsteine aus der Mitte des 12. Jahrhunderts, die vom Friedhof der Holzkirche stammen. Einer davon ist mit einem Kreuz zwischen zwei Krummstäben, der andere mit der Gestalt eines Verstorbenen verziert. Beide sind heute an den Seitenwänden des Chores aufgestellt. Aus der steinernen Kreuzkirche blieb der Taufstein aus Bentheimer Sandstein erhalten. Das Becken steht auf Figuren, deren Bedeutung bis heute nicht geklärt werden konnte. Der Beckenrand ist mit Friesen aus Blättern verziert.
In der Nordwand blieb unter der Ostempore eine Sakramentsnische mit einer eisernen Gittertür unter einem Kielbogen erhalten, die auf das 16. Jahrhundert datiert wird. Altar, Kanzel, die Gemälde, Westempore und Gestühl sind Werke des 17. Jahrhunderts.

## Orgel

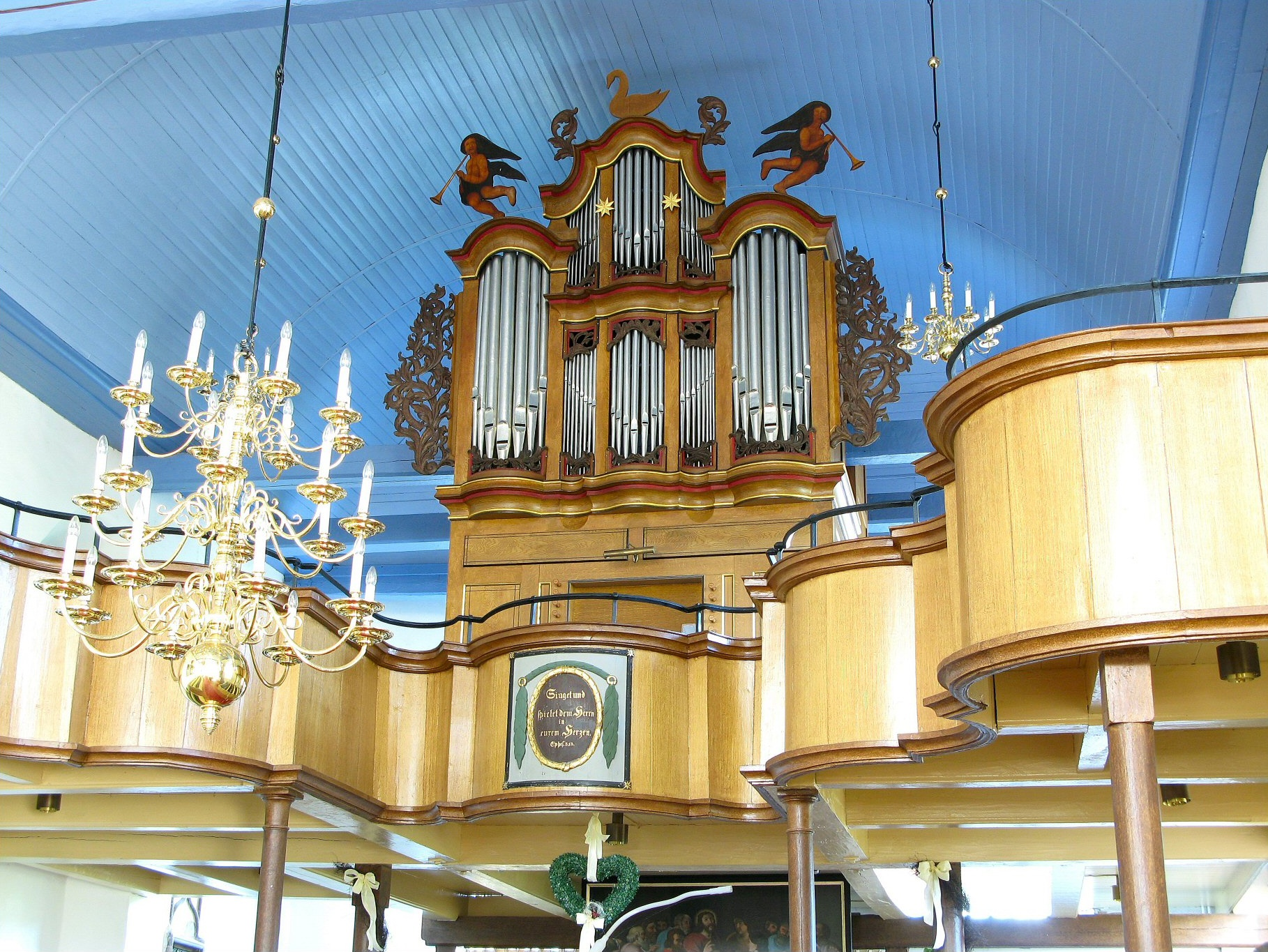
Orgelprospekt von Johann Friedrich Wenthin aus den Jahren 1776–1785

Johann Friedrich Wenthin schuf 1776–1785 eine einmanualige Orgel mit 10 Registern, von der noch der Prospekt einschließlich der Pfeifen erhalten ist. Sie befindet sich auf einer geschwungenen Rokoko-Empore über dem Altar, dem in Ostfriesland bis in die Mitte des 19. Jahrhunderts weithin üblichen Orgelstandort. Im Jahr 1900 baute P. Furtwängler & Hammer ein neues Orgelwerk hinter den Wenthin-Prospekt. Die Prospektpfeifen blieben dabei stumm, wurden aber wieder klingend gemacht, als die Firma Alfred Führer 1967–1970 ihre neue Orgel wieder mehr im Sinne Wenthins baute und den Prospekt mit einbezog. 1990 wurden in einem zweiten Bauabschnitt vier noch vakant gebliebene Register ergänzt. Die Orgelwerkstatt Wegscheider baute 2025 hinter den historischen Prospekt eine neue Orgel in Anlehnung an andere Wenthin-Orgeln. Die Orgel verfügt über 18 Register, die auf zwei Manuale und Pedal verteilt sind. 3 weitere Zungenregister sind zum Ausbau vorbereitet. Die aktuelle Disposition lautet wie folgt:
| I Hauptwerk C–f3 |    |
| Principal        | 8′ |
| Gedackt          | 8′ |
| Quintadena       | 8′ |
| Oktave           | 4′ |
| Gedackt          | 4′ |
| Quinte           | 3′ |
| Oktave           | 2′ |
| Mixtur IV        |    |
| Trompete         | 8′ |

| II Oberwerk C–f3 |     |
| Traversflöte     | 88′ |
| Principal        | 4′  |
| Traversflöte     | 4′  |
| Nasat            | 3′  |
| Waldflöte        | 2′  |

| Pedal C–d1 |     |
| Subbaß     | 16′ |
| Octavbaß   | 8′  |
| Octavbaß   | 4′  |
| Mixtur III |     |